# Ночь светла (романс)
«Ночь светла́» («Вспомни ты обо мне») — популярный русский романс, первая публикация которого датируется 1885 годом. Авторами слов считаются поэты Леонид Граве и Михаил Языков, а авторами музыки — композиторы Яков Пригожий и Михаил Шишкин.

## История и вопросы авторства
Романс «Ночь светла» был впервые опубликован в 1885 году в «Аккорде» — музыкальном приложении к еженедельному журналу «Радуга». Он был издан под названием «Вспомни ты обо мне», а в подзаголовке было указано: «Вальс. Петый московскими цыганами». В качестве автора «переложения» был указан композитор, аккомпаниатор и дирижёр Яков Пригожий (1840—1920) — создатель множества обработок популярных песен и романсов, выступавший в московском ресторане «Яр» и руководивший русскими и цыганскими хорами. Другим автором, «скрывавшимся» под инициалами «Л. Г.», был поэт и переводчик Леонид Граве (1839—1891). Однако в более поздних нотных изданиях авторами романса часто указывались поэт и композитор Михаил Языков (1847—1919) и композитор-аккомпаниатор Михаил Шишкин (1851—1916).
Ночь светла, над рекой тихо светит луна,

И блестит серебром голубая волна.

Тёмный лес… Там в тиши изумрудных ветвей

Звонких песен своих не поёт соловей.

Милый друг, нежный друг, я, как прежде, любя,

В эту ночь при луне вспоминаю тебя.

В эту ночь при луне, на чужой стороне,

Милый друг, нежный друг, помни ты обо мне.
Нижегородские поэты и публицисты Юрий Адрианов и Валерий Шамшурин утверждали, что истинным автором слов романса «Ночь светла» был Леонид Граве, хотя «эти стихи до сих пор ошибочно приписывают М. А. Языкову». При этом в предисловии к изданному в 2002 году сборнику стихов Леонида Граве Юрий Адрианов допускал, что первоначальный текст Граве мог быть «в некоторой степени изменён М. Языковым по желанию композитора, как это и ныне бывает: строки поэта „подтягиваются“ к музыке».
Из опубликованных стихотворений Граве известно одно, начинающееся словами «Ночь светла», но его содержание сильно отличается от слов романса: «Ночь светла; блистает небо / Изумрудною лазурью. / Ряд зелёных кипарисов / Сторожит обломки храмов…» Поэт Александр Осыков и краевед Борис Осыков писали, что, если за основу принять это стихотворение Граве, то ясно, что Языков «не просто отредактировал или „подтянул к музыке“» изначальный текст, «но создал, по сути, новое стихотворение»; если же за основу принимать слова романса, опубликованные в 1885 году, то всё равно разница между «каноническим» и первоначальным вариантами достаточно велика для того, чтобы можно было считать Языкова полноправным соавтором текста: во-первых, подверглись редакции первая и вторая строфы («тихо светит» вместо «ярко блещет», «блестит серебром» вместо «кипит серебром», «тёмный лес, там в тиши» вместо «тёмен лес, и в тени»), а во-вторых, «добавлены два абсолютно новых, оригинальных куплета». Таким образом, исходя из «принципов исторической и творческой справедливости» Осыковы предлагают указывать авторами слов Граве и Языкова, а авторами музыки — Пригожего и Шишкина.
В первой половине XX века романс «Ночь светла» получил широкую популярность в исполнении оперной певицы Надежды Обуховой (1886—1961), а также исполнительницы цыганских песен Марины Черкасовой (1906—1972). Актёр и гитарист Иван Ром-Лебедев в книге воспоминаний «От цыганского хора к театру „Ромэн“» писал, что впервые Черкасова исполнила романс «Ночь светла» в зале Ленинградской филармонии: «Успех был потрясающий! Три раза бисировали. С этой минуты Марина стала знаменитой. О ней говорили, её записывали на пластинки», которые «облетели всю страну». Пластинка, на которой был записан романс «Ночь светла» в исполнении Черкасовой, была выпущена в 1937 году.

## Исполнители
За свою более чем столетнюю историю романс «Ночь светла» входил в репертуар многих известных певцов и певиц, таких как Надежда Обухова, Марина Черкасова, Тамара Церетели, Вадим Козин, Елена Образцова, Людмила Зыкина, Алла Баянова, Изабелла Юрьева, Галина Карева, Борис Штоколов, Юрий Богатиков, Валентина Левко, Нани Брегвадзе, Тамара Синявская, Эдита Пьеха, Валентина Пономарёва, Иосиф Кобзон, Дмитрий Хворостовский, Татьяна Петрова, Любовь Казарновская, Сергей Захаров, Олег Погудин, Вика Цыганова, Галина Улётова, Мовсар Минцаев, Гарик Сукачёв, Александр Малинин, Ольга Терюшнова, Лариса Курдюмова и другие. Романс также исполняли актёры Лариса Голубкина, Алиса Фрейндлих, Зинаида Кириенко и Александр Михайлов.
На иврите романс «Ночь светла» исполнял израильский оперный певец Евгений Шаповалов. Стихи также были переведены на английский, французский и белорусский языки.
Романс «Ночь светла» также исполняется в фильме режиссёра Карена Шахназарова «Город Зеро» (1988), а его мелодия используется в качестве лейтмотива фильма.